# Caspar Friedrich von Schönberg
Caspar Friedrich Christoph von Schönberg (* 27. April 1826 in Nieder-Reinsberg; † 13. März 1903 in Dresden) war ein sächsischer Generalleutnant.

## Leben

### Herkunft
Seine Eltern waren Karl Friedrich Christoph von Schönberg (1793–1869) und dessen Ehefrau Henriette Emilie, geborene von Stammer (1801–1875).

### Militärkarriere
Nach dem Besuch des Kadettenhauses in Dresden trat Schönberg in die Sächsische Armee ein und wurde 1845 Leutnant. Er nahm 1849 an der Bekämpfung des Dresdner Maiaufstands teil und erhielt dafür das Ritterkreuz des Militär-St.-Heinrichs-Ordens. Im Jahr 1853 kam er als Oberleutnant in das 3. Reiter-Regiment und wurde am 31. Januar 1855 als Adjutant zum Kommando der Kavallerie versetzt. Schönberg wurde 1860 zum Rittmeister befördert und 1861 zur 4. Eskadron des Garde-Reiter-Regiments versetzt. Während des Deutschen Krieges kämpfte er 1866 gegen die Preußen.
Nach dem Krieg kam es zu einer Reorganisation der sächsischen Truppen und Schönberg wurde 1867 als Eskadronchef in das 17. Ulanen-Regiment. 1868 wurde er als Major in das 2. Reiter-Regiment versetzt. Als solcher nahm er 1870/71 während des Krieges gegen Frankreich an den Schlachten bei Beaumont, Sedan und Villiers sowie der Belagerung von Paris teil. Dafür erhielt er das Eiserne Kreuz II. Klasse.
Nach dem Krieg wurde er 1872 Kommandeur des 2. Ulanen-Regiments Nr. 18 und 1874 zum Oberst befördert. 1880 beauftragte man Schönberg zunächst mit der Führung der 1. Kavallerie-Brigade Nr. 23 und im September 1881 erfolgte unter Beförderung zum Generalmajor seine Ernennung zum Brigadekommandeur. In Genehmigung seines Abschiedsgesuches wurde er am 21. Juni 1883 mit der gesetzlichen Pension und der Berechtigung zum Tragen seiner Uniform zur Disposition gestellt. 1902 erhielt Schönberg den Charakter als Generalleutnant.
Er war Inhaber zahlreicher Orden:
- Komturkreuz 1. Klasse des Albrechts-Ordens
- Komturkreuz 2. Klasse des badischen Ordens vom Zähringer Löwen
- preußischer Kronen-Orden 2. Klasse
- Komturkreuz 2. Klasse des württembergischen Friedrichs-Ordens mit Schwertern

### Familie
Schönberg heiratete am 19. September 1867 in Dresden Minna Freiin von Hausen (* 1837). Die Ehe blieb kinderlos.